# Novaculina chinensis
Novaculina chinensis is een tweekleppigensoort uit de familie van de Pharidae. De wetenschappelijke naam van de soort is voor het eerst geldig gepubliceerd in 1979 door Liu & Zhang.